# Championnats d'Europe de char à voile 2009
Navigation
2007 2010
Les 45e championnats d'Europe de char à voile 2009, organisés par le pays hôte sous l'égide de la fédération internationale du char à voile, se sont déroulés du, 16 au 20 septembre 2009, à Sankt Peter-Ording, dans le Land du Schleswig-Holstein, en Allemagne,.

## Podiums
| Épreuve            | Or               | Argent              | Bronze              |
| ------------------ | ---------------- | ------------------- | ------------------- |
| Classe Standart    | David Denut      | Waldemar Konopka    | François Garnavault |
| Classe 2           | Ludovic Wasselin | Didier Gervais      | Henri Demuysere     |
| Classe 3           | Olivier Imbert   | Ivan Ameele         | Loïc Dupret         |
| Classe 5 sport     | Henri Durez      | Aurélien Morandière | Gérémy Devin        |
| Classe 5 promo     | Victor Artus     | Augustin Descure    | Gregory Ribery      |
| Classe 8 kitebuggy | John Jansen      | Malte Lutz          | Bernd Spiering      |

| Épreuve            | Or            | Argent                | Bronze        |
| ------------------ | ------------- | --------------------- | ------------- |
| Classe Standart    | J. Saubain    |                       |               |
| Classe 3           | Hélène Cazier |                       |               |
| Classe 5 promo     | Hélène Dodier | Morgane Auffret       |               |
| Classe 8 kitebuggy | Annika Grab   | Carien Van der Meulen | Eva Schlenker |

## Tableau des médailles par nation
| Rang | Nation    | Or | Argent | Bronze | Total |
| ---- | --------- | -- | ------ | ------ | ----- |
| 1    | France    | 5  | 3      | 4      | 12    |
| 2    | Pays-Bas  | 1  | -      | -      | 1     |
| 3    | Allemagne | -  | 1      | 1      | 2     |
| 4    | Belgique  | -  | 1      | 1      | 2     |

| Rang | Nation    | Or | Argent | Bronze | Total |
| ---- | --------- | -- | ------ | ------ | ----- |
| 1    | France    | 1  | 1      | -      | 2     |
| 1    | Allemagne | 1  | -      | 1      | 2     |
| 1    | Belgique  | 1  | -      | -      | 1     |
| 4    | Pays-Bas  | -  | 1      | -      | 1     |